# Sergej Kirdjapkin
Sergej Aleksandrovitj Kirdjapkin (ryska: Сергей Александрович Кирдяпкин), född 18 juni 1980, är en rysk friidrottare som tävlar i gång.
Kirdjapkins främsta merit är att han en gång har blivit världsmästare på den längre distansen 50 km gång, vid VM 2005 i Helsingfors.

## Personligt rekord
- 50 km gång - 3:38:08